# Villa Medici von Artimino

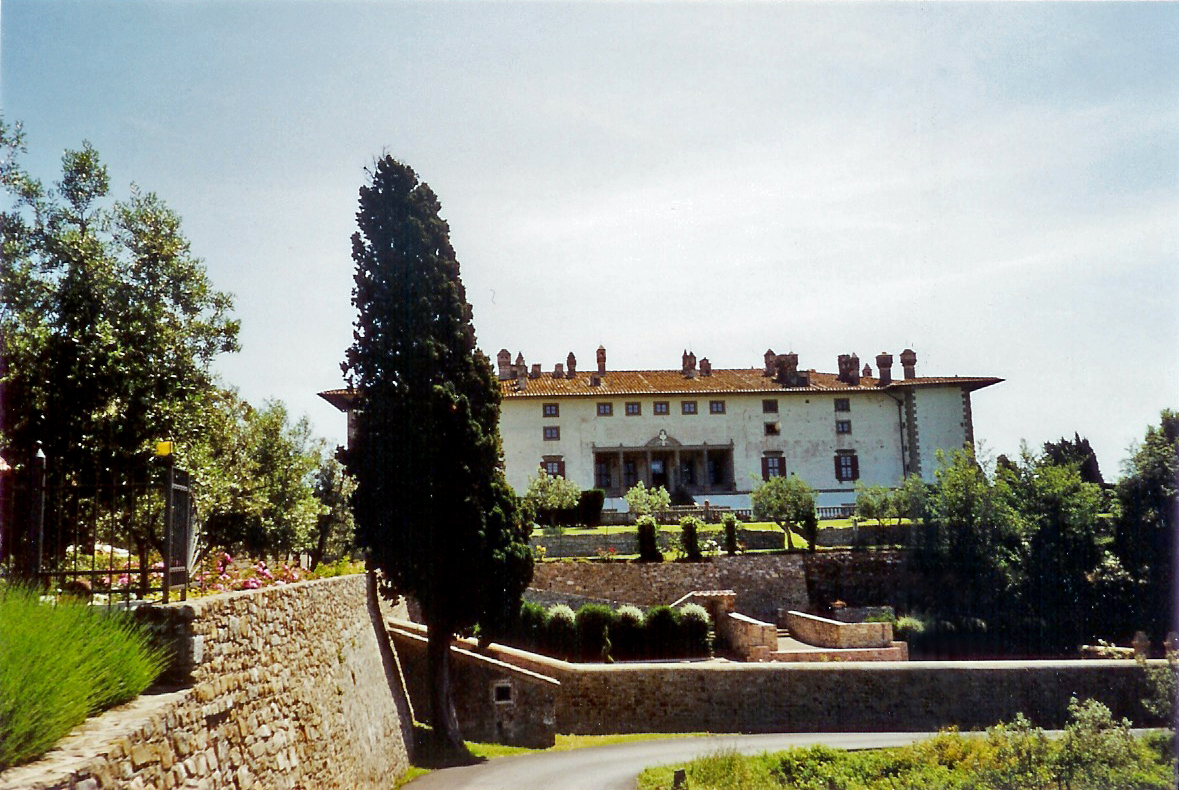
Die Villa Medici in Artimino

Die Villa Medici in Artimino (auch La Ferdinanda), Viale Papa Giovanni XXIII. 1, gehört zur Gemeinde Carmignano, Provinz Prato, Region Toskana, Italien.

## Geschichte
Der Großherzog Ferdinando I. ließ die Villa ab dem Jahr 1594 von seinem bevorzugten Baumeister Bernardo Buontalenti auf dem Rücken des Monte Albano errichten. Mit dem Aussterben der Medici mit Gian Gastone im Jahre 1737 fiel der Besitz an das Haus Lothringen. Der Großherzog Pietro Leopoldo verkaufte 1781 die Villa an den Marchese Lorenzo Bartolomei, und dieser vererbte sie 1848 dem Conte Passerini. 1911 kaufte sie Graf Maraini und begann die verwahrloste Villa zu restaurieren. Im Jahr 1944 wurde sie während der Kampfhandlungen beschädigt. Nach neuerlicher Restaurierung ist sie heute im Besitz einer privaten Gesellschaft, die die Räumlichkeiten für Veranstaltungen vermietet.

## Die Villa
Obwohl die Villa als Jagdsitz gedacht war, sollte sie dennoch groß genug sein, um den ganzen Hofstaat aufzunehmen. Daher schuf Buontalenti einen breiten rechteckigen Bau, dessen wuchtiger Eindruck durch die Eckbastionen noch verstärkt wird. Die ungegliederte Fassade wird in der Mitte durch eine Loggia aufgebrochen. Eine elegante, geschwungene Treppe, sie wurde nach den in den Uffizien gefundenen Originalplänen Buontalentis erst 1930 vom Architekten Enrico Lusini angefügt, führt hinauf ins Piano nobile. Im Tonnengewölbe der Loggia befinden sich Fresken Passignanos. Vom Eingangsbereich zweigt links und rechts je ein großer Saal ab. In der stanza delle ville befanden sich die berühmten 14 Lünettenbilder Giust Utens, bevor sie in das Museum Firenze com´era nach Florenz überstellt wurden.
56 Zimmer zählt die Villa, und darunter gibt es welche, mit so sonderbaren Namen wie das „Zimmer der Löwen“, „der Reitknechte“, „der Leibwache“ und „der Witwen“. Eine weitere Besonderheit sind auch die große Zahl an Kaminen, die alle in unterschiedlichen Rauchfängen enden. Trotz der ansehnlichen Anzahl an Zimmern wurde etwas abseits der Villa ein weiterer Bau, die Paggeria, errichtet, der zur Unterbringung des Dienstpersonals (Pagen) diente. Heute befindet sich darin ein Hotel.
Die Villa Artimino besaß nie einen nennenswerten Garten. Grund dafür ist der Mangel an Wasser auf dem Bergrücken.